# Edgeworth-box

Voorbeeld van een Edgeworth-box met totale hoeveelheid van X is 10, en Y is 20

In de economie is een Edgeworth-box, vernoemd naar Francis Ysidro Edgeworth, een manier om de verschillende verdelingen van productiefactoren weer te geven.
Edgeworth maakte zijn presentatie in zijn boek, Mathematical Psychics: An essay on the application of mathematics to the moral sciences ('wiskundige natuurkunde: een essay over de toepassing van de wiskunde in de moraalwetenschappen') (1881). Edgeworths oorspronkelijke voorstelling in twee assen werd in 1906 in de inmiddels bekende boxdiagramvorm gegoten door Pareto en werd populair gemaakt door een latere uitleg door Bowley. De moderne versie van het diagram wordt gewoonlijk aangeduid als de Edgeworth-Bowley-box.

## Toepassingen
De Edgeworth-box wordt vaak gebruikt in de algemene evenwichtstheorie en kan helpen bij de representatie van het competitief evenwicht van een eenvoudig economisch systeem voor een reeks van uitkomsten die voldoen aan de criteria voor economische efficiëntie.
Een Edgeworth-box kan ook de moeilijkheid illustreren om een efficiënt resultaat te bereiken in het geval van een bilateraal monopolie. In het laatste geval dient het als een voorloper voor het onderhandelingspositieprobleem uit de speltheorie dat een unieke numerieke oplossing toestaat.

## Voorbeeld
Stelt men zich twee mensen (Octavio en Abby) voor met een vaste hoeveelheid middelen die tussen hen wordt verdeeld; zeg 10 liter water en 20 hamburgers. Als Abby 4 liter water en 5 hamburgers neemt, dan blijven er dus 15 hamburgers en 6 liter water voor Octavio over. De Edgeworth-box is een rechthoekig diagram met Octavio's oorsprong in één hoek (vertegenwoordigd door de O linksonder) en Abby's oorsprong in de schuintegenoverliggende hoek (vertegenwoordigd door de A rechtsboven). De breedte van de box vertegenwoordigt de totale hoeveelheid van één goed, terwijl de hoogte de totale hoeveelheid van het andere goed representeert. Zo kunnen alle mogelijke verdelingen van de twee goederen tussen twee personen als een punt in de Edgeworth-box worden weergegeven.
Indifferentiecurven (afgeleid van de nutsfunctie van elke consument) kunnen in de Edgeworth-box getekend worden voor zowel Abby en Octavio. De punten op bijvoorbeeld een van Octavio's indifferentiecurven geven combinaties van hoeveelheden van de twee producten aan, die Octavio precies gelijk waardeert. Vandaar dat Abby onverschillig staat tussen een combinatie van goederen en een andere op elk  van haar indifferentiecurven. Hetzelfde geldt voor Octavio. Abby zou bijvoorbeeld 1 liter water en 13 hamburgers hetzelfde kunnen waarderen als 5 liter water en 4 hamburgers, of als 3 liter water en 10 hamburgers. Er bestaat een oneindig aantal van dergelijke curves voor combinaties van goederen, die voor beide consumenten (Octavio of Abby) kunnen worden getekend.
Met Octavio's oorsprong (het punt dat nul eenheden water en nul hamburgers vertegenwoordigt) in de linkerbenedenhoek van de Edgeworth-box en met Abby's oorsprong in de rechterbovenhoek, zal Octavio's indifferentiecurve typisch convex zijn ten opzichte van haar oorsprong, net zoals Abby's indifferentiecurve convex ten opzichte van haar oorsprong zal zijn.
Wanneer een indifferentiecurve voor Abby een van de indifferentiecurven voor Octavio op meer dan een punt kruist (de twee curves raken  elkaar dus niet), wordt door het kruisen van de twee krommen een ruimte in de vorm van een lens gecreëerd; elk punt in het inwendige van deze lens vertegenwoordigt een allocatie van de twee goederen tussen Abby en Octavio zodanig dat beide beter af zouden zijn, aangezien dit punt op een indifferentiecurve op grotere afstand van hun respectievelijke oorsprong ligt.

## Voetnoten
1. ↑  John Creedy, 2008, "Francis Ysidro (1845-1926)," The New Palgrave Dictionary of Economics, 2nd Edition. Abstract
2. ↑  John F. Nash Jr., 1950. "The bargaining Problem," Econometrica, 18(2), blz.  155-162.
3. ↑  Roberto Serrano, 2008. "Bargaining", The New Palgrave Dictionary of Economics, 2nd Edition. Abstract.